# Hàn Tuyên Huệ vương
Hàn Tuyên Huệ vương (chữ Hán: 韓宣惠王; trị vì: 332 TCN – 312 TCN), hay Hàn Uy hầu (韓威侯), tên là Hàn Khang, là vị vua thứ 7 của nước Hàn - chư hầu nhà Chu trong lịch sử Trung Quốc.
Ông là con của Hàn Chiêu Ly hầu, vua thứ 5 nước Hàn. Năm 333 TCN, Chiêu Ly hầu chết, ông lên nối ngôi, tức là Hàn Uy hầu.

## Hợp tung chống Tần
Hàn Khang là con Hàn Chiêu hầu – vua thứ 6 nước Hàn. Năm 333 TCN, Hàn Chiêu hầu mất, Hàn Khang lên nối ngôi, tức là Hàn Uy hầu.
Nước Tần ngày càng lớn mạnh. Tần Huệ Văn vương sau khi xưng vương tiếp tục lấn về phía đông, liên minh với Tề và Sở chống các nước còn lại. Để đối phó, theo kiến nghị của tướng quốc Công Tôn Diễn nước Ngụy, Ngụy Huệ vương hội kiến để liên minh với vua các nước Hàn, Triệu, Yên và Trung Sơn. Đó là sự kiện "5 nước cùng xưng vương" ("Ngũ quốc tương vương"), tiến hành hợp tung, thực hiện một mặt trận liên hợp để chống khối liên minh của Tần, Tề, Sở. Từ đó Hàn Uy hầu trở thành Hàn Tuyên Huệ vương.
Sau đó Công Tôn Diễn lôi kéo thêm được Tề và Sở tham gia liên minh chống Tần. Sang năm 318 TCN, 4 nước Triệu, Hàn, Yên, Sở theo lời kêu gọi của Tê Thủ quyết định hợp binh với nước Ngụy cùng đánh nước Tần, cử Sở Hoài vương làm Tung trưởng. Tuy nhiên cuối cùng chỉ có 3 nước Hàn, Triệu, Ngụy thực sự xuất quân hợp lực tấn công nước Tần.
Khi quân 3 nước tiến đến cửa Hàm Cốc thì bị tướng Tần là Thứ trưởng Sư Lý Tật đánh phủ đầu. Vì tổ chức quân 3 nước lỏng lẻo nên không địch nổi quân Tần, phải lui về phía đông. Sang năm 317 TCN, Sư Lý Tật đánh bại quân Hàn, Triệu, Ngụy tại Tu Ngư, hơn 8 vạn quân chư hầu bị giết, tướng Hàn là Thân Sai và Di bị Tần bắt sống.

## Hòa Tần chống Sở
Tần tấn công Hàn. Hàn Công Thúc bàn với Tuyên Huệ vương giảng hòa với Tần để cùng đánh Sở, chiếm đất Sở gỡ lại đất mất cho Tần. Hàn Tuyên Huệ vương đồng ý, sai Hàn Công Thúc đi sứ nước Tần. Sở Hoài vương biết chuyện rất lo lắng, bèn nghe theo kế của Trần Chẩn, muốn phá liên minh Tần-Hàn, bèn sai sứ sang gấp nước Hàn, giả cách bàn cùng liên minh chống Tần, nếu Tần tiếp tục tấn công Hàn, Sở sẽ cứu. Hàn Tuyên Huệ vương tán thành, bèn bỏ việc thần phục Tần, trái lại càng khinh thị nước Tần vì yên tâm đã có nước Sở làm ngoại viện.
Năm 314 TCN, Tần Huệ Văn vương tức giận vì Hàn thân Tần rồi lại bỏ, bèn lại tấn công Hàn, quân Sở không đến cứu, quân Hàn bị đánh bại tại Ngạn Môn. Hàn Tuyên Huệ vương phải cho thái tử Thương sang Tần làm con tin để giảng hòa.
Năm 312 TCN, Hàn ngả theo Tần cùng chống Sở. Hàn Tuyên Huệ vương điều quân hợp với quân Tần đánh Sở, giết chết tướng Khuất Cái và 8 vạn quân Sở ở Đan Dương.
Cùng năm đó, Hàn Tuyên Huệ vương mất. Ông ở ngôi được 30 năm. Thái tử Hàn Thương lên nối ngôi, tức là Hàn Tương vương.

## Gia quyến
Em trai là Hàn Bằng
Con trai trưởng là Thái Tử Hàn Hoán quá cố mất trong trận chiến Hàm Cốc Quan lần 1
Con trai thứ là Hàn Tương Vương